# آنخل سانچز (بازیکن فوتبال، زاده ۱۹۸۲)
آنخل سانچز (انگلیسی: Ángel Sánchez؛ زادهٔ ۱۵ ژانویهٔ ۱۹۸۲) بازیکن فوتبال اهل اسپانیا است.
از باشگاه‌هایی که در آن بازی کرده‌است می‌توان به باشگاه فوتبال آلکورکون، باشگاه فوتبال لوانته، و باشگاه فوتبال دپورتیوو آلاوس اشاره کرد.